# Theridion kochi
Theridion kochi är en spindelart som beskrevs av Roewer 1942. Theridion kochi ingår i släktet Theridion och familjen klotspindlar.
Artens utbredningsområde är Samoa. Inga underarter finns listade i Catalogue of Life.